# Alex Silva (calciatore 1994)
Alex da Silva (Nanuque, 15 maggio 1994) è un calciatore brasiliano, difensore del Coritiba in prestito dalla Portuguesa.

## Caratteristiche tecniche
È un terzino destro.

## Carriera
Cresciuto nel settore giovanile dell'Atlético Mineiro, ha esordito in prima squadra il 20 ottobre 2013 in occasione dell'incontro di Série A vinto 1-0 contro il Flamengo.

## Palmarès

### Club

#### Competizioni internazionali
- Recopa Sudamericana: 1

Atlético Mineiro: 2014

#### Competizioni nazionali
- Coppa del Brasile: 1

Atlético Mineiro: 2014